# 久世 (企業)
株式会社久世（くぜ、英: KUZE CO.,LTD.）は、外食産業用、食材卸売企業。

## 事業内容
- 食材卸売業
- 食材製造業
- 不動産賃貸業

## 主なサービス
- 運ぶ
  - 365日定時配送。
  - 情報システム化と徹底した物流の最適化。
- つくる
  - CFD(Customized Foods Development)
  - PB(Private Brand)
  - クッキングスタジオ。
  - 厳選素材、手作り、安全、安心(キスコフーズ)
- 考える
  - メニュー企画開発機能。
  - 繁盛店プログラム。
- 品質管理(1981年より、品質管理室を設置)
  - 仕入れ商品の品質確認。
  - 細菌検査。
  - 生産工場巡視指導。
  - 物流センター、各営業所の衛生管理チェック。
  - お客様のニーズに合致した商品企画書(品質、原材料)の提供。

## 沿革
- 1934年4月 - 久世商店を創業。
- 1950年1月 - 株式会社久世商店を設立。
- 1967年7月 - 株式会社久世に改称。
- 1979年8月 - キスコフーズ株式会社を設立。
- 1989年7月 - 高級輸入食材販売、アクロス株式会社を設立。
- 1994年3月 - キスコフーズ新工場を新設。
- 2001年9月12日 - JASDAQ市場に上場。
- 2001年12月 - 神奈川県横浜市に首都圏南DCを開設し、浦和配送センター機能を統合
- 2002年1月 - 京浜営業所を首都圏南DC内に移転し、物流機能を統合
- 2003年4月 - 営業の効率化を図るため、多摩営業所を東京都国分寺市に移転し、物流機能を分離
- 2003年4月 - 東京営業部を東京支店に呼称変更
- 2004年4月 - 首都圏DCを戸田DC、首都圏南DCを横浜DCに呼称変更
- 2006年4月 - 2006年3月に子会社アクロス株式会社を解散し、当社営業本部内にアクロス営業部を統合
- 2006年4月 - 東京南部・神奈川地区の物流サービス強化と効率化のため、神奈川県川崎市に川崎DCを開設
- 2008年4月 - 神奈川県内の営業強化、業容拡大のため、京浜営業所を横浜支店に呼称変更
- 2009年6月 - 埼玉、多摩地区の物流業務の強化・効率化を図るため、埼玉県さいたま市に浦和DCを開設
- 2009年7月 - 生鮮品の取扱い強化の一環として生鮮野菜類の調達と販売を目的とし、子会社株式会社久世フレッシュ・ワン（現連結子会社）を設立
- 2010年10月 - ジャスダック証券取引所と大阪証券取引所の合併に伴い、大阪証券取引所（JASDAQ市場）に上場
- 2010年10月 - 大阪証券取引所ヘラクレス市場、同取引所JASDAQ市場及び同取引所NEO市場の各市場の統合に伴い、大阪証券取引所JASDAQ（スタンダード）に株式を上場
- 2011年4月 - 中京地区の機能強化のため、名古屋営業所を名古屋市守山区から同市港区に移転
- 2011年5月 - キスコフーズ株式会社の補完的な生産拠点として、子会社KISCO FOODS INTERNATIONAL LIMITED（現連結子会社）を設立
- 2011年9月 - 久世グループ海外法人持株会社として、子会社久世(香港)有限公司（現連結子会社）を設立
- 2012年2月 - 神奈川地区の営業強化のため、神奈川県海老名市に海老名営業所を開設
- 2012年4月 - 関西地区の営業強化、業容拡大のため、関西営業所を大阪支店に呼称変更
- 2012年5月 - 海外事業の基盤確立のため、中国四川省成都市に子会社久華世（成都）商貿有限公司（現連結子会社）を設立
- 2012年6月 - 中部地区の営業強化のため、株式会社サカツコーポレーションと業務提携
- 2013年4月 - 子会社キスコフーズ株式会社が、ISO22000認証取得
- 2013年7月 - 東京証券取引所と大阪証券取引所の合併に伴い、東京証券取引所JASDAQ（スタンダード）に上場
- 2013年8月 - ISO22000認証取得
- 2014年4月 - 旭水産株式会社（現連結子会社）の株式を取得
- 2014年10月 - 神奈川県西部地区の物流業務の強化・効率化を図るため、神奈川県藤沢市に藤沢DCを開設
- 2014年10月 - 営業の効率化を図るため、海老名営業所を神奈川県藤沢市に移転し、藤沢営業所に呼称変更
- 2014年11月 - 関西地区の配送能力の拡大と効率化を図るため、大阪市港区に大阪天保山DCを開設

## 不祥事
2025年3月19日、神奈川県厚木市の事業所（第二横浜DC）にて、「無資格で最大荷重1トン以上のフォークリフトの運転業務を行ったもの」として、労働安全衛生法第61条及び労働安全衛生法施行令第20条違反で横浜地検小田原支部に送検された